# Ruthie Tompson
Ruthie Tompson (* 22. Juli 1910 als Ruth Irene Tompson in Portland, Maine; † 10. Oktober 2021 in Woodland Hills, Los Angeles) war eine US-amerikanische Animatorin, die mehr als 43 Jahre bei der Walt Disney Company arbeitete.

## Leben
Ruthie Tompson wuchs bis zu ihrem achten Lebensjahr in Boston auf. 1918 zog sie mit ihrer Familie nach Los Angeles. Dort besuchte sie die Hollywood High School. Mit 18 Jahren nahm sie einen Job in einem Reitclub an, wo sie die Brüder Walt und Roy Disney kennenlernte. Obwohl sie keine künstlerische Ausbildung oder Erfahrung hatte, stellte Walt Disney sie 1932 als Malerin für handgezeichnete und kolorierte Animationen in der Abteilung „Ink and Paint“ der Disney-Studios ein, in der nur Frauen arbeiteten. Der erste abendfüllende Zeichentrickfilm, zu dem sie beitrug, war Schneewittchen und die sieben Zwerge, der 1937 uraufgeführt wurde. Später war sie als Supervisor für Special-Effects tätig. Ruthie Tompson wirkte als Animatorin an Filmen wie Mary Poppins, Fantasia, Dumbo und Dornröschen mit. 1975 setzte sie sich zur Ruhe. Im Jahr 2000 erhielt sie die Auszeichnung „Disney Legend“ in der Kategorie Animation.
Ruthie Tompson feierte am 22. Juli 2021 ihren 111. Geburtstag als das älteste Mitglied der Organisation Women in Animation. Thompson starb im Oktober desselben Jahres in einem Altenheim des Motion Picture & Television Fund.